# Bathyaulax ruber
Bathyaulax ruber är en stekelart som först beskrevs av Charles Thomas Bingham 1902.  Bathyaulax ruber ingår i släktet Bathyaulax och familjen bracksteklar. Inga underarter finns listade.